# Katherina Reiche
Katherina Reiche (n. 16 iulie 1973, Luckenwalde, Brandenburg, Germania) este un politician german al Uniunii Creștin-Democrate (CDU). A fost președintele executiv al Asociației Germane a Întreprinderilor Comunale (germană: Verband kommunaler Unternehmen e. V. (VKU)).

## Studii
După susținerea examenului de Bacalaureat, în 1992, a studiat chimie la Universitatea din Potsdam, Clarkson University din New York și la Universitatea din Turku, Finlanda. În 1997 obține diploma licență.

## Carieră
În 1992 ea aderă la Junge Union, organizația de tineret a CDU și la Asociația Studenților Creștin-Democrați (RCDS). Din 1996 devine membru al CDU, iar din 2000 devine membru al executivului federal al CDU.
Din 1998 până în 2015, Katherina Reiche a fost membru al Bundestagului german. Din 2005 până în 2009 Reiche a îndeplinit funcția de vicepreședintă a grupului parlamentar al CDU/CSU, sub conducerea președintelui Volker Kauder. În această calitate, ea era responsabilă de supervizarea politicilor din domeniul educației și științei, precum și mediu, conservarea naturii și siguranță nucleară. 
În guvernul Cancelarului Angela Merkel, Reiche a îndeplinit mai întâi funcția de Secretar Parlamentar de Stat la Ministerul Federal pentru Mediu, Conservarea Naturii și Siguranță Nucleară.
În 2015 ea demisionează din funcția guvernamentală și renunță la mandatul de parlamentar pentru a deveni președintele executiv al Asociației Germane a Întreprinderilor Comunale (germană: Verband kommunaler Unternehmen e. V. (VKU)). În această calitate, ea a fost aleasă în unanimitate Președinte al Centrului European al Întreprinderilor cu Participare Publică și a Întreprinderilor de Interes Economic General (CEEP) în iunie 2016.
În 2025 a devenit ministru federal al economiei și energiei în guvernul Merz.

## Alte activități
Membru al Consiliului German pentru Dezvoltare Durabilă (RNE) (din 2016, numită personal de către Cancelarul Angela Merkel).
Membru al Consiliului Consultativ al Autorității Germane pentru Siguranță Aeriană (DFS).
Membru al Consiliului Curatorilor Muzeului German.

## Legături externe
- Deutscher Bundestag
- CDU/CSU-Fraktion
- Verband kommunaler Unternehmen e. V. (VKU)